# Neptune Avenue
Neptune Avenue – stacja metra nowojorskiego, na linii F. Znajduje się w dzielnicy Brooklyn, w Nowym Jorku i zlokalizowana jest pomiędzy stacjami Avenue X oraz West Eighth Street – New York Aquarium. Została otwarta 1 maja 1920.